# 步正发
步正发（1946年—），汉族，中华人民共和国政治人物、第十一届全国政协委员。
加入中国共产党，担任十一届全国政协提案委员会副主任、劳动和社会保障部原副部长。2008年，当选第十一届全国政协委员，代表社会福利和社会保障界，分入第四十八组。并担任提案委员会副主任。